# Сосудистые растения
Сосу́дистые расте́ния (лат. Tracheophyta, Plantae Vasculares, Tracheobionta) — обширная клада растений, органы которых снабжены сосудисто-волокнистыми пучками. К этой группе относятся все высшие растения за исключением мохообразных.
Остальные растения, не имеющие сосудистых пучков, называются клеточными (лат. Plantae Cellulares). Это деление предложено Огюстеном Пирамом Декандолем в 1813 году. К сосудистым растениям относятся как высшие споровые (Папоротниковидные и Плауновидные), так и все семенные растения (Гинкговидные, Гнетовидные, Саговниковидные, Хвойные и Покрытосеменные). Отдельные группы сосудистых растений отличаются друг от друга особенностями диплоидных и гаплоидных фаз онтогенеза.

## Классификация
- † Rhyniophyta — Риниофиты
- † Zosterophyllophyta — Зостерофиллофиты
- Lycopodiophyta — Плауновидные
- † Trimerophytophyta — Тримерофитофиты
- Polypodiophyta — Папоротниковидные
- Spermatophyta — Семенные растения
  - † Pteridospermatophyta — Семенные папоротники
  - Ginkgophyta — Гинкговидные
  - Gnetophyta — Гнетовидные
  - Cycadophyta — Саговниковидные
  - Pinophyta — Хвойные
  - Magnoliophyta — Покрытосеменные